# G6 (空母)
G6とは日本海軍が計画した航空巡洋艦のこと。この計画は後に発展し、蒼龍の前身案であるG8となった。航空母艦の概念が固まっていなかった1930年代に検討された案であり、重巡洋艦並みの艦砲を装備し、さらに飛行甲板も配し航空機運用を行うとしたものである。G8案では20.3cm砲5基となり、全通甲板を有するものとなる。

## 要目
- 基準排水量：12,000t
- 公試排水量：17,500t
- 水線長：240m
- 水線幅：21.7m
- 主缶：艦本式ロ号缶8基
- 主機：艦本式タービン4基4軸 150,000hp
- 速力：36ノット
- 航続距離：18ノットで10,000海里
- 兵装：50口径20.3cm連装砲3基、45口径12.7cm連装高角砲6基
- 飛行甲板：194.2m×29m
- 航空機：70機（格納庫2層、昇降機2基）